# Otepää Valgjärv
Otepää Valgjärv é um lago na freguesia de Kanepi, condado de Põlva, na Estónia.
A área do lago é de 66,2 hectares e a sua profundidade máxima é de 5,5 metros.